# Proctor (Minnesota)
Proctor è una città degli Stati Uniti d'America, situata in Minnesota, nella Contea di St. Louis.